# Rudolf Bachmann (Politiker, 1925)
Rudolf Bachmann (* 10. August 1925 in Westheim (Mittelfranken); † 27. März 1998 in Gunzenhausen) war ein deutscher Politiker (CSU). Seine anfängliche Tätigkeit als Landwirt übte er gemeinsam mit seiner Frau Rosa aus, mit der er vier Kinder (Wolfgang, Eberhard, Christa, Elisabeth) hatte.

## Leben
In den Jahren von 1943 bis 1946 leistete Rudolf Bachmann Wehrdienst und kam in Kriegsgefangenschaft. Ab 1955 übernahm er die Aufgabe des Rechners (heutiger Bankkaufmann) in Westheim, nachdem er in der Raiffeisenkasse schon von Jugend auf tätig gewesen war. 1960 wurde er in den Gemeinderat Westheim und in den Kreistag Gunzenhausen (seit 1972 Kreistag Weißenburg-Gunzenhausen) gewählt, 1963 erhielt er das Amt des Präsidenten des Raiffeisen-Bezirksverbandes Mittelfranken. Seit 1965 gehörte er der Landessynode der Evangelisch-Lutherischen Kirche in Bayern an. Bis 1965 war er als stellvertretender Landesvorsitzender in der Landjugendarbeit tätig.
1977 wurde Bachmann zum Präsidenten des Bayerischen Raiffeisenverbandes bestimmt, ebenso zum Aufsichtsrats- und Beiratsvorsitzenden der Bayerischen Raiffeisen-Zentralbank AG und zum stellvertretenden Aufsichtsrats- und Beiratsvorsitzenden der BayWa AG. Ab 1977 war er ebenso Mitglied im Präsidium des  Deutschen Raiffeisenverbandes. Von 1970 bis 1982 gehörte er dem Bayerischen Landtag an, nachdem er erstmals über die Bezirksliste der CSU mit 53.000 Zweitstimmen gewählt worden war. Von 1984 bis 1989 war er Mitglied des Bayerischen Senats.
Rudolf Bachmann war außerdem Vorsitzender des Landeskontrollverbandes in der Tierzucht Bayern und Vorsitzender des Rinderzuchtverbandes Mittelfranken.

## Ehrungen
In Anerkennung seiner Verdienste wurden Rudolf Bachmann folgende Auszeichnungen verliehen:
- 1978 Goldene Raiffeisennadel
- 1980 Bayerischer Verdienstorden
- 1982 Bundesverdienstkreuz 1. Klasse
- 1982 Staatsmedaille in Gold des Bayerischen Landwirtschaftsministeriums